# Küçük Güney, Soma
Küçük Güney là một xã thuộc huyện Soma, tỉnh Manisa, Thổ Nhĩ Kỳ. Dân số thời điểm năm 2011 là 120 người.